# Testi latini arcaici
I testi latini arcaici sono i testi latini, rinvenuti per via epigrafica su vari supporti, oppure tramandati per via letteraria, che risalgono a un'epoca compresa tra gli inizi documentati della lingua latina e la fine del III secolo a.C.
Si tratta di testi di vario genere, alcuni definibili "protoletterari", altri di carattere puramente occasionale. Comunque dell'insieme di questi testi non fanno parte le prime opere della letteratura latina, che si fa iniziare con Livio Andronico nella prima metà del III secolo a.C. A differenza di queste ultime, pervenuteci in frammenti, i testi latini arcaici propriamente detti testimoniano in modo più o meno fedele le fasi linguistiche più arcaiche del latino; le prime opere letterarie invece hanno subito nel corso dei secoli successivi un generale processo di "normalizzazione" linguistica in senso classico.
L'arco cronologico di queste attestazioni non si spinge oltre il 150 a.C., ritenuta solitamente la data approssimativa dell'inizio della fase classica della lingua latina. Furono comunque utilizzati anche in età classica i carmina religiosi e probabilmente i carmina convivalia.

## Fibula prenestina

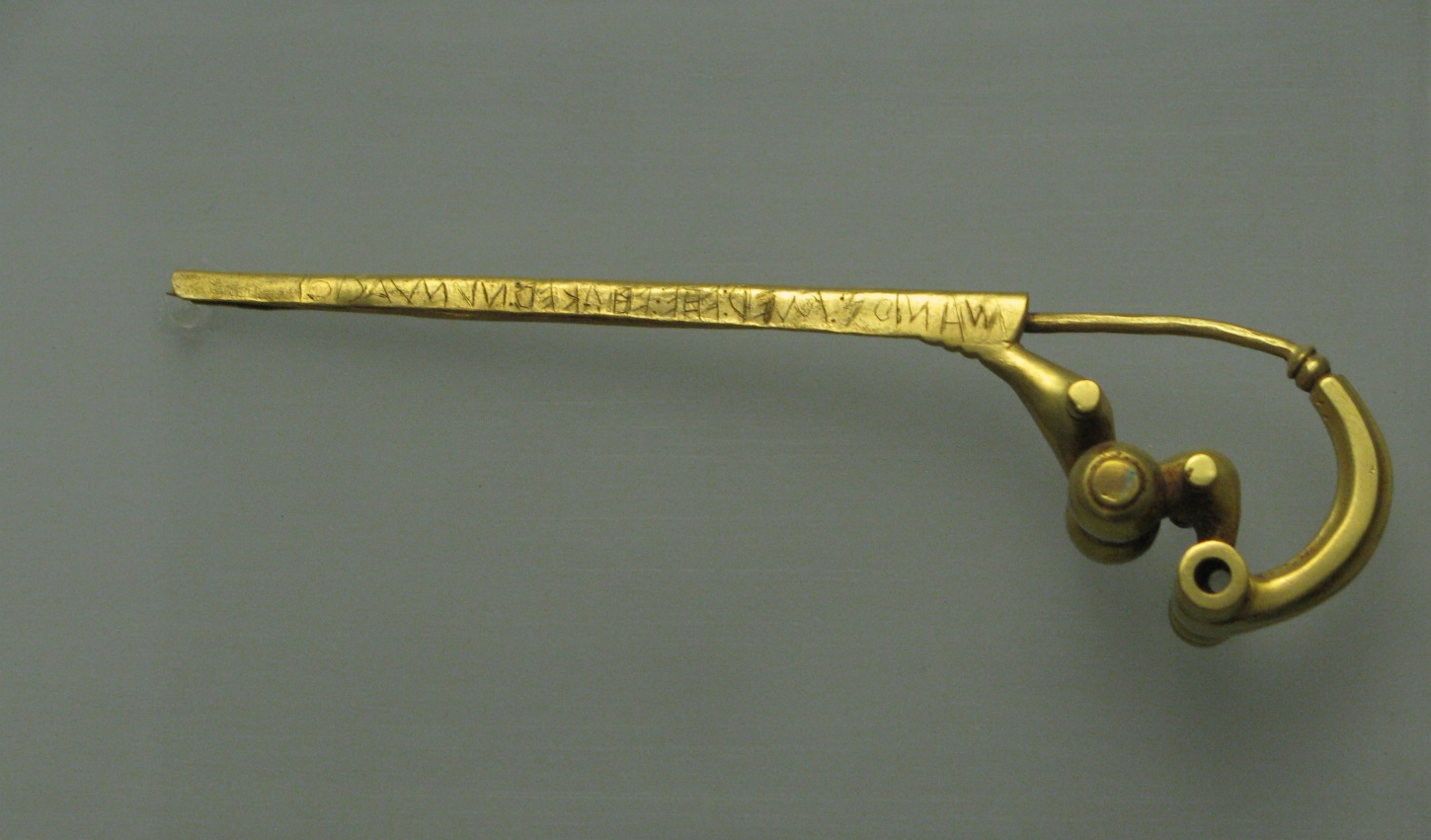
Fibula prenestina

Ritrovata a Palestrina (l'antica Praeneste), è una spilla in oro sulla quale è inciso quello che sembrerebbe il più antico testo latino in assoluto, risalente alla prima metà del VII secolo a.C. Per molti anni l'autenticità dell'iscrizione è stata largamente dibattuta; esami scientifici condotti nel 2011 hanno dimostrato che le tecniche di realizzazione del manufatto sono compatibili con quelle in uso all'epoca. La fibula è conservata presso il Museo nazionale preistorico etnografico Luigi Pigorini.
La Fibula Prenestina appartiene alla categoria degli "oggetti parlanti", poiché il testo che vi è inciso dà informazioni sulla spilla stessa, come se fosse essa stessa a parlare in prima persona. L'iscrizione riporta una sola frase scritta in senso sinistrorso; l'alfabeto utilizzato risente di influenze greche ed etrusche.

### Latino classico
Manius me fecit (pro) Numerio

## Vaso di Dueno

Vaso di Dueno

Si tratta probabilmente del più antico testo latino accertabile in assoluto, risalendo al VII secolo a.C.; fu trovato a Roma nel 1880, inciso su un vaso. La definizione di "vaso" è in realtà imprecisa, poiché si tratta non di uno, ma di tre vasetti d'argilla collegati tra loro in un'unica struttura, similmente al Kernos greco. Il manufatto fu rinvenuto a Roma nel 1880 e oggi è parte della collezione di antichità dei Musei statali di Berlino.
Il testo è strutturato in tre frasi incise in senso sinistrorso con scriptio continua, priva cioè di punteggiatura o spazi tra le parole. L'interpretazione del testo è poco chiara: tradizionalmente si ritiene che contenga una maledizione perpetrata da una fanciulla di nome Tuteria (riscontrabile nel gruppo di lettere [OPETOITESIAI], da interpretare come opera Toteriae) a un uomo che la rifiutava. Teorie più recenti leggono nella frase un invito a fare un'offerta in favore della propria protezione personale (e dunque il gruppo [OPETOITESIAI] andrebbe reso in latino classico come ob tutelam). Anche la spiegazione del termine "duenos" è problematica: forse si tratta del nome proprio del vasaio, forse vale come riconoscimento delle sue capacità artistiche (in questo caso dunque duenos = bonus oppure dignus) e pertanto ha valore aggettivale.

### Testo
asted noisi op(p)etoit esiai paka riuois
duenos med feked en manom einom duenoi ne med malo statod»

### Trascrizione
iovesat deivos qoi med mitat nei ted endo cosmis virco sied
asted noisi opetoi tesiai pacari vois
duenos med feced en manom einom duenoi ne med malos tatod

### Latino classico
iurat deos qui me mitat ni in te comis virgo sit.
at te nisi [OPETOITESIAI] pacari vis.
Bonus me fecit in [MANOM EINOM] bono. ne me malus tollito.

### Traduzione
Colui che mi invia scongiura gli dèi che le fanciulle non ti concedano favori

se non vuoi essere soddisfatto per opera di Tuteria.

Un buono mi ha fatto fare a fin di bene e per un buono non sia un male porgermi.

### Traduzione alternativa
Colui che mi invia scongiura gli dèi che le fanciulle non ti concedano favori

se non vorrai pagare un obolo per la tua protezione.

Un buono mi ha fatto fare a fin di bene e per un buono non sia un male porgermi.

## Olla di Tita Vendia
L'iscrizione è sui frammenti ricomposti di un'olla per il vino di impasto rossiccio e di produzione laziale, probabilmente a Roma o Gabi nel VII secolo a.C., intorno al 630-600 a.C secondo i diversi autori, ed esposta al Museo nazionale etrusco di Villa Giulia. Poiché è stata rinvenuta a Caere, l'odierna Cerveteri, viene ritenuta parte del corredo funebre di un’aristocratica latina andata in sposa a un etrusco.
L'integrazione del testo e la sua interpretazione non sono unanimi, in particolare se Tita si riferisca a un nome proprio o alle baccanti, analogamente all'iscrizione di Osteria dell'Osa.

## Olla dell'Osteria dell'Osa
Negli anni 1980, durante lo scavo della necropoli protostorica di Osteria dell'Osa (relativa all'antica città di Gabi, poco distante) sono state ritrovate alcune iscrizioni in greco e in latino arcaico che risultano tra le più antiche esistenti. Si tratta di un sito usato per più di tre secoli, dal IX al VI a.C., e costituito da circa 600-700 sepolture sia a inumazione sia (in minor numero) a incinerazione. I reperti sono esposti nella sezione Protostoria del Museo nazionale romano delle Terme di Diocleziano.
L'iscrizione in latino è su olla globulare di terracotta d'impasto rosso, datata al VII secolo a.C., in particolare al 630-580 a.C.

## Cippo delLapis niger

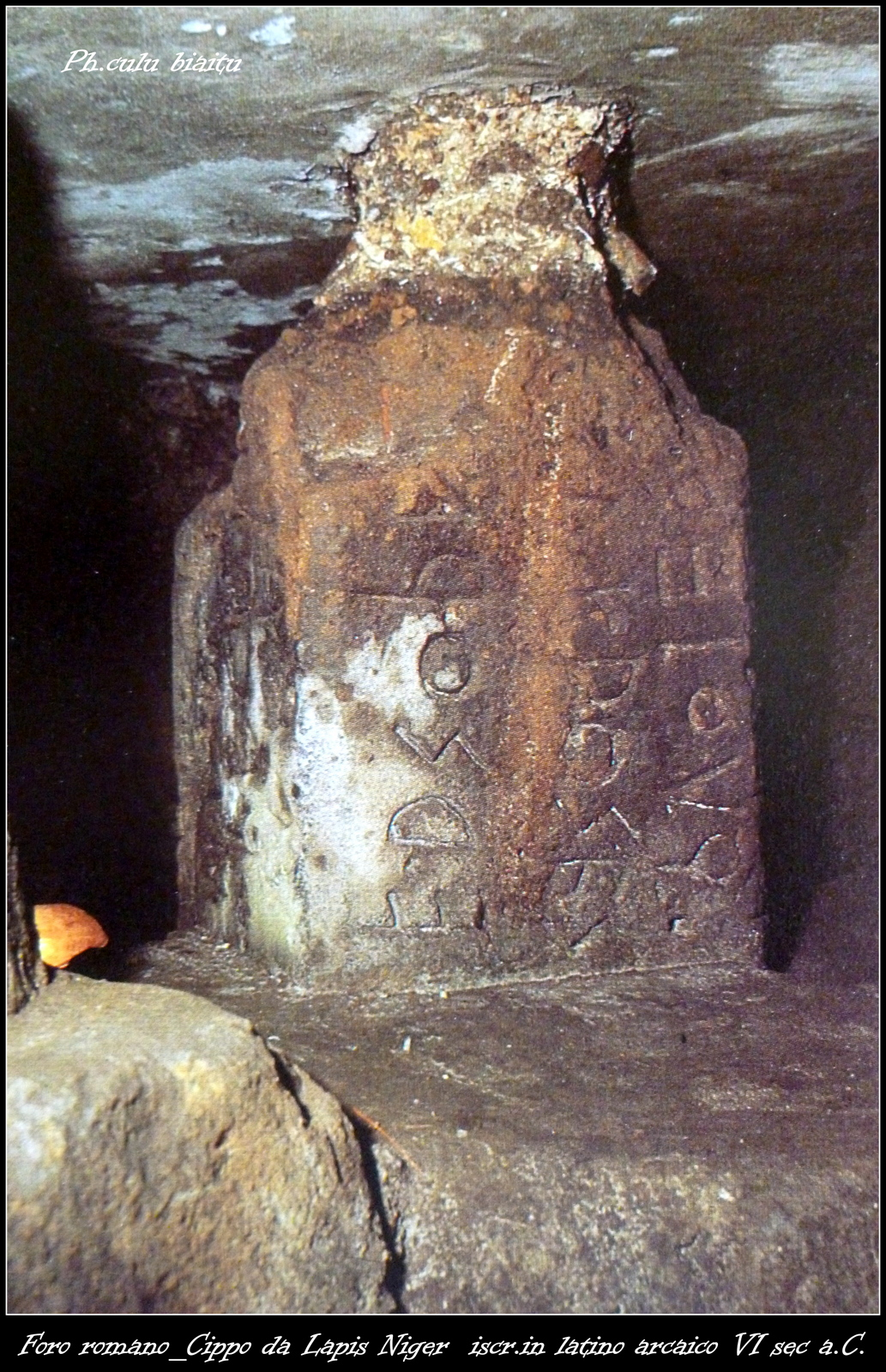
Cippo del Lapis niger

Il "cippo del Lapis niger" (dal nome dell'area del Foro Romano ove fu rinvenuto nel 1899; a volte è chiamato impropriamente Lapis niger il cippo stesso) è il troncone di una colonna quadrangolare sul quale è riportato un testo frammentario in scrittura bustrofedica, anch'esso di difficile interpretazione; potrebbe trattarsi di una formula di prescrizione d'accesso ad un luogo sacro. Il manufatto si trova ancora in loco, ma ne sono state realizzate varie copie (Museo nazionale romano delle Terme di Diocleziano, Antiquarium Forense, Museo della civiltà romana).
Da notare sono anche qui alcune forme che permettono di osservare le fasi arcaiche di termini presenti anche nel latino classico: es. "sakros" = "sacer".

### Testo
) sakros:es 

edsord( 

)°a(°)°as 

recei:°°( 

)euam 

quos:re( 

)m:kalato 

rem:ha °( 

od:iouxmen 

ta:kapia:dotau 

m:i:te:ri °( 

)m:quoìha 

uelod:nequ( 

)iod:iouestod 

loiuquiod»

### Possibile resa in latino classico
Qui hunc lapidem rupsit violassit, is lovis sacer erit. Sordis qui faxit, asses CCC multae erunt... Regi multae exactio erti. Cum rex ducet in rem divam, quos rex ducet augures, ii iubeant suum kalatorem haec kalare. "Si quis cum iumentis veniat, ex iugo iumenta capiat, donec rex augures suum iter rite pergant". Si iumento ceciderit quid sordium alieni alvo, neque saluto, vitio fiet, si saluto, auspicio iusto liquido (fiet).

### Traduzione
Chi romperà o profanerà questa pietra sarà vittima di Giove. Per chi farà lordume, la multa sarà di trecento assi... L'esazione della multa competerà al re. Quando il re li guiderà al rito, gli auguri condotti ordinino al suo banditore di bandire questi ordini: se qualcuno giunge con giumenti, prenda i giumenti dal giogo, finché re ed auguri proseguano, secondo il rito, il loro cammino. Se dal ventre di un giumento cadrà lordume e non sarà disciolto sarà colpa, se sciolto, sarà di retto auspicio sicuramente.
(interpretazione, trascrizione in latino classico, traduzione Gianotti)

## Lapis Satricanus

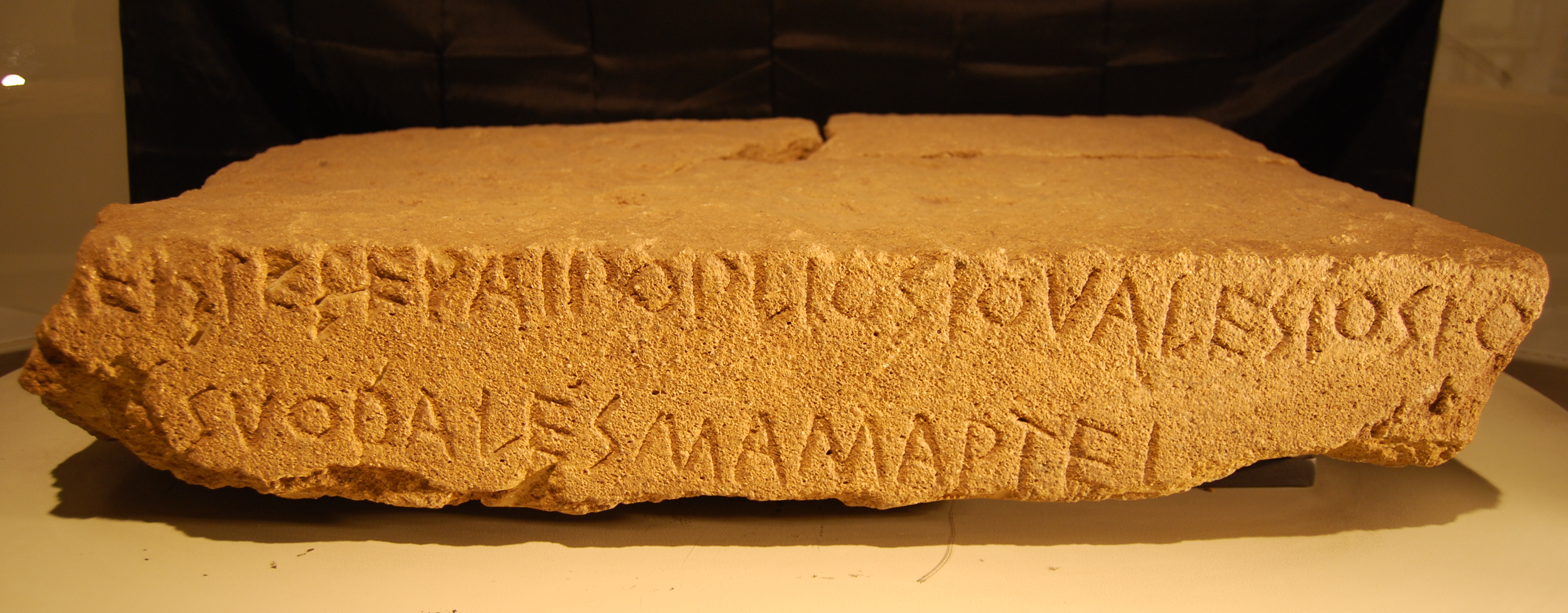
Lapis Satricanus

Il lapis Satricanus ("pietra di Satrico") è un'iscrizione incisa su una pietra giallastra rinvenuta presso Satricum (oggi in località Le Ferriere di Latina) nel Latium vetus, datata tra la fine del VI e gli inizi del V secolo a.C.; oggi è al Museo nazionale romano delle Terme di Diocleziano.

### Testo
suodales Mamartei...»
dedicarono a Marte...»

## Carmen Saliare
Questo carme era intonato dal collegio dei Salii nel mese di marzo e di ottobre, in onore del dio della luce.

È da datare intorno al VI secolo a.C., e ci è stato tramandato per via letteraria da Varrone (De lingua Latina VII, par 26-27) e dal grammatico Quinto Terenzio Scauro (De orthographia).
Nella stessa opera Varrone ci fornisce notizie sulla nascita di questo collegio sacerdotale, sulle sue funzioni e la sua struttura.

Altre attestazioni del carmen sono rintracciabili in Festo (anche tramite Paolo Diacono) e una sua glossa, oltre a un'annotazione di Nonio.
Il carmen sarebbe stato composto in un'epoca antichissima per impedire il trafugamento di uno scudo sacro caduto dal cielo, che i Salii presero sotto la propria custodia. A tal fine fecero forgiare dal fabbro Mamurio Veturio undici scudi, e il dodicesimo di origine divina sarebbe rimasto mimetizzato tra gli altri.

I sacerdoti erano 24 distinti in 12 palatini e 12 collini, così definiti dal luogo dove avevano sede i rispettivi luoghi di culto (il Palatino ed il Quirinale). La loro carica era a vita e potevano essere rimossi solo in caso di elezione a pretori, consoli oppure flamini.

Il termine Salii è riconducibile al verbo salire (it. saltare), forse in riferimento alle danze rituali che i sacerdoti praticavano.
Nel testo è da notare soprattutto la forma tremonti: si tratta dell'unica attestazione documentata nella lingua latina di una desinenza primaria indoeuropea (-nti). In latino classico si generalizzò uniformemente l'uso delle sole desinenze secondarie (-nt).

Interessante è inoltre anche l'attestazione della forma di infinito tonase, senza rotacismo, per tonare. Da notare infine leucesie, vocativo riferito a Giove, che conserva il dittongo eu, unico esempio latino
Divom deo supplicate.

Quonne tonas, Leucesie,

Prai tet tremonti

Quot ibei tet dinei

Audiisont tonase.»
(Gr. Lai. 7 p. 28 Keil)

### Resa in latino classico
Deorum eum patrem canite,

Deorum deum supplicate.

Cum tonas, Luceri,

prae te tremunt 

quot ibi te di 

audierunt tonare

### Traduzione
Lui, padre degli dèi, cantate; 

inginocchiatevi davanti al dio degli dèi 

Quando tuoni, o signore della luce, 

davanti a te tremano 

quanti dei nel cielo

t'udirono tonare.

## Carmen Arvale
Nel nome del collegio sacerdotale dei "Fratres Arvales", che intonavano questo carme durante i loro riti, è evidente la connessione con "arva" e dunque il carattere eminentemente agrario di questo consorzio. I sacerdoti erano dodici e celebravano riti secondo formule arcaiche, particolarmente in onore della dea Dia, nel bosco sacro a questa consacrato in prossimità del Tevere verso Ostia.
I loro riti propiziatori a varie divinità tra cui Marte, aprono il problema della valutazione di questo carme invocato contro "epidemie e rovine alle quali egli reagirà come guerriero. Resta tuttavia il fatto che la società essenzialmente agraria dei Latini l'associava a riti assolutamente pacifici." (cf. Pastorino "La religione romana", Milano 1973)
II frammento di questo canto, tra i più antichi documenti della poesia religiosa latina, ci è stato conservato da un'epigrafe del 218 d.C., dunque della piena età imperiale, ma fortunatamente fedele nella trascrizione delle più antiche forme.

### Testo
Neve lue rue, Marmar, sins incurrere in pleoris! (ter)

Satur fu, fere Mars, limen sali, sta ber ber! (ter)

Semunis alternei advocapit conctos. (ter)

E nos, Marmor, iuvato! (ter)

Triumpe triumpe triumpe triumpe triumpe (ter)»
(Acta, 218 d.C.)

### Latino classico
O nos, Lares, iuvate (ter) 

ne luem ruinam, Marmar, sinas incurrere in plures! (ter)

satur es, fere Mars; limen sali, sta illic illic! (ter)

Semones alternis advocabit cunctos. (ter)

O, nos, Marmar, iuvato! (ter)

triumphe triumphe triumphe triumphe triumphe! (ter)

### Traduzione
Oh, a noi! Lari, aiutateci! (tre volte)

No, pestilenza e rovina, o Marmar,

non permettere che trascorrano tra il popolo! (tre volte)

Sii sazio, o feroce Marte;

balza sulla soglia; fermati là là! (tre volte)

I Semòni, sei alla volta, li chiamerà tutti a parlamento (tre volte)

Oh, a noi! Marmor, aiutaci! (tre volte)

Trionfo! (tre volte)

## Cista Ficoroni

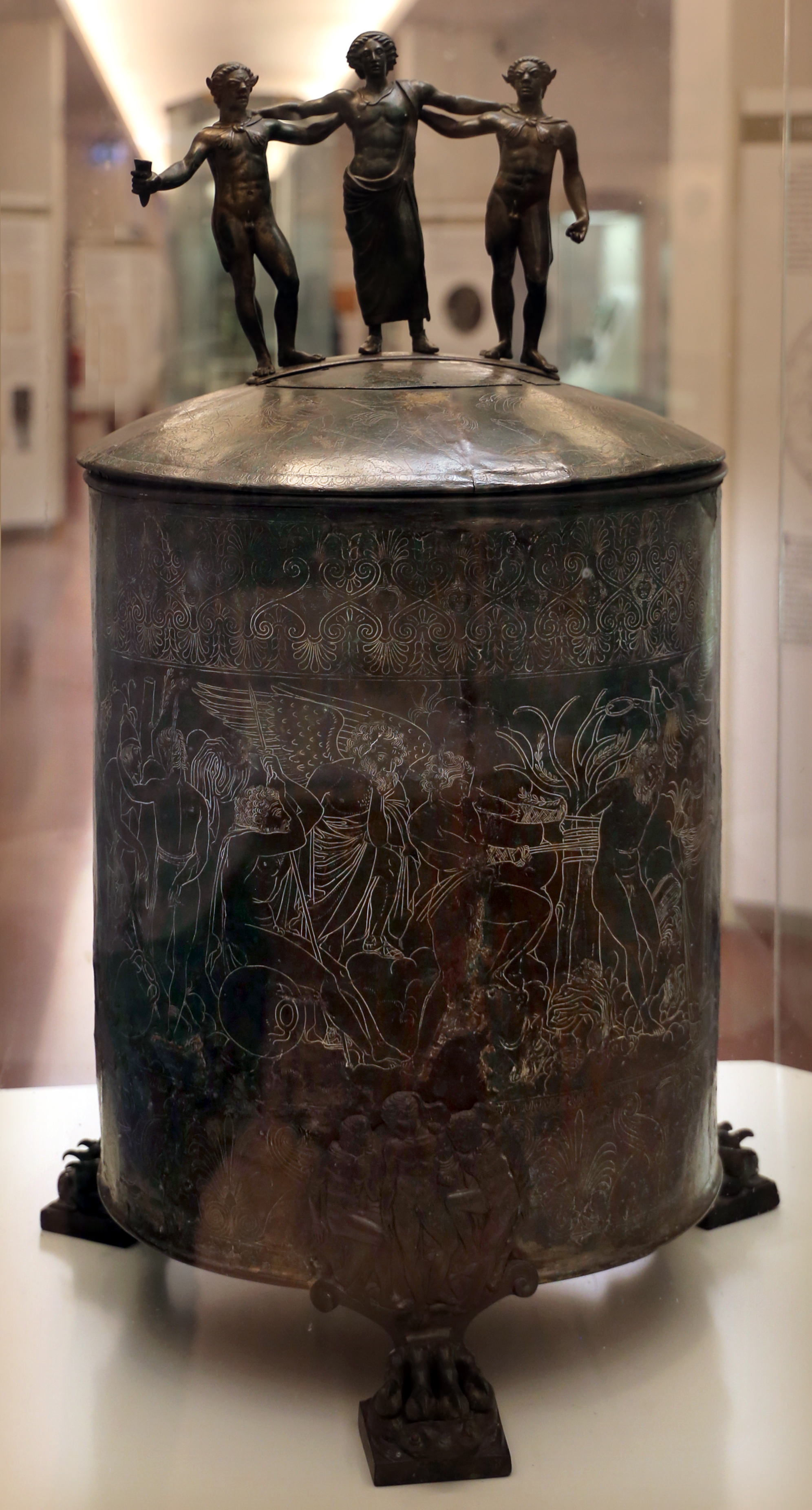
Cista Ficoroni

La Cista Ficoroni è un recipiente di forma cilindrica (cista) in bronzo. È così chiamata dal nome di colui che lo ritrovò nel 1738 in una tomba a Preneste. La datazione è incerta (IV o II secolo a.C.). Oggi è esposta presso il Museo nazionale etrusco di Villa Giulia.
Da notare sono la presenza dell'originaria desinenza "os" del nominativo (Manios, Novios, Plautios) per "us"; "med" = me (accusativo) per il classico "me"; "fileai" = "filiae" (dativo), "Romai" = "Romae" (locativo).

### Testo
Dindia Macolnia fileai dedit
Nouios Plautios med Romai fecid
(C.I.L., I, 561, 14, 4112)

### Adattamento in latino classico
Dindia Macolnia filiae dedit,
Novius Plautius me Romae fecit

### Traduzione
Dindia Macolnia (mi) donò alla figlia,
Novio Plauzio mi fece a Roma.

## Lamina bronzea di Lavinio
Si tratta di un'iscrizione sinistrorsa del VI-V secolo a.C. dedicata ai Dioscuri scoperta nel 1959.

### Testo
castorei. podlouqueìque qurois

### Adattamento in latino classico
Castori Pollucique curis

### Traduzione
Ai giovani Castore e Polluce

## Coppa di Civita Castellana
L'iscrizione, di tono simposiaco, presenta elementi fonetici latini e falischi che la fanno risalire al VI-V secolo a.C.
Presumibilmente proviene dall'Umbria come indica la presenza di forme dialettali tipiche di quell'area: es: "pipafo" = "bibam"; "carefo" = "carebo", in cui si nota la presenza nella prima forma del raddoppiamento unito all'uscita in "fo" ("bo" latino); "foied" (lat. "hodie" con la "f" al posto della "h" iniziale; "cra" (lat. "cras").

### Testo
Foied vino pipafo, cra carefo

### Adattamento in latino classico
Hodie vinum bibam, cras carebo

### Traduzione
Oggi bevo vino, domani ne farò a meno

## Cippo di Spoleto
Si tratta di un cippo di pietra trovato a Spoleto nel 1876. Il testo ivi iscritto è conosciuto come Lex spoletina.
Il cippo presenta iscrizioni sulle due facce ed è da datare successivamente al 241 a.C., anno in cui la città divenne colonia latina.

### Testo
faccia a:
ne qus violatod

neque exvehito neque

exferto quod louci

siet neque cedito

nesei quo die res deina

anua fiet eod die

quod rei dinai cau(s)a

(f)iat sine dolo cedre

(l)icetod sei quis»
faccia b:
piaclum datod

sequis scies

violasit dolo malo

Iovei bovid piaclum

datod et a. CCC

moltai suntod

eius piacli

moltaique dicator(ei)

exactio est(od)»

### Traduzione
Questo bosco sacro nessuno violi e nulla sottragga o porti via di appartenenza al bosco e non faccia legna tranne nel giorno del rito annuale; però in quel giorno — quanto si fa per rito annuale — sia lecito far legna senza infrazioni. Se qualcuno / commetterà violazione offra espiazione a Giove con un bue e se qualcuno sciente la commetterà e con mala intenzione offra espiazione a Giove con un bue e ci sia multa di trecento assi. Di quell'espiazione e di quell'oblazione l'esazione è affidata al dedicatario.
(Gianotti)

## Lamina di Falena
È una lamina bronzea incisa sulle due facce, rinvenuta in Etruria e da datare a un'epoca successiva al 238 a.C., probabilmente alla fine del II secolo a.C. e all'epoca di Gaio Sempronio Gracco.
Contiene una dedica di cuochi falischi; la seconda parte è in saturnio.
faccia a:
Iovei Iunonei Minervai
Falesce, quei in Sardinia sunt,
donum dederunt. magistreis
L. Latrìus K. f., C. Salv(e)na Voltai f. coiraveront.
faccia b:
gonlegium quod est aciptum aetatei aged(ai)
opiparum a(d) veitam quolundam festosque dies,
quei soueis aastutieis opidque Volgani
gondecorant sai(pi)sume comvivia loidosque,
ququei huc dederu(nt i)nperatoribus summeis
utei sese lubent(es be)ne iovent optantis
(C.I.L., I, 2, 364)

### Adattamento in latino classico
A - lovi lunoni Minervae Falisci qui in Sardinia sunt donum dederunt. Magisteri L. Latrìus Kaesonis filius, C. Salvena Voltae filius curaverunt.
B - Collegium quod est acceptum aetati agendae opiparum ad vitam colendam festosque dies, qui suis astutiis opeque Vulcani condecorant saepissime convivia ludosque, coqui hoc dederunt imperatorìbus summis (dis), uti sese libentes bene iuvent optantes.

### Traduzione
A - A Giove, Giunone e Minerva diedero in dono i Falisci che sono in Sardegna. Sovrintendenti furono Lucio Latrio figlio di Cesone, Gaio Salvena figlio di Volta.
B - Un'associazione ben accetta per ammazzare il tempo, ben dotata per godere la vita e i giorni di festa, i cuochi che coi loro trucchi e l'aiuto di Vulcano tanto spesso onorano banchetti e giochi, quest'oggetto han dedicato ai sommi comandanti augurando che essi si compiacciano d'assisterli. (trascr., tr. Gianotti)

## Iscrizioni funebri varie

### Iscrizione tombale per un liberto
(probi)ssumo maxumae 

(fidei) optumo leiberto 

(patronus) fecit»
Tradotto:
Al ... liberto di Lucio
di professione buffone
onestissimo ed ottimo liberto
di massima fedeltà
il padrone pose.
(tr. Gianotti)

## Le iscrizioni degli Scipioni
Scoperte nel 1614 e nel 1780 nel sepolcro degli Scipioni sulla via Appia, risalgono al III secolo a.C.; gli originali sono oggi ai Musei Vaticani.
Può valere come esempio per tutte l'epitaffio di Lucio Cornelio Scipione Barbato: posto su un'iscrizione più antica, deve naturalmente essere datato prendendo come terminus post quem la sua morte (ca. 273 a.C.).
figlio di Gneo, uomo forte e sapiente,

la cui bellezza fu pari al valore,

console, censore, edile presso voi (Romani),

conquistò Taurasia, Cisauna, il Sannio.

Soggiogò tutta la Lucania e ne trasse ostaggi...»
Gnaivod patre prognatus, fortis vir sapiensque,

quoius forma virtutei parisuma fuit,

consol censor aidilis quei fuit apud vos,

Taurasia Cisauna Samnio cepit,

subigit omne Loucanam opsidesque abdoucit...»
(C.I.L., 1, 7)

## Carmen lustrale
Detto anche "Carme del Lustrum Ambarvale"; si tratta di una preghiera a Marte, che veniva recitata dal pater familias in maggio durante il rito della purificazione dei campi, nell'ambito della festa dei Suovetaurilia. Questa festa prendeva il nome dal sacrificio di un maiale, una pecora e un toro che vi avveniva.
Il carme nei contenuti risale a un'epoca antichissima, ma nella forma linguistica in cui ci è stato tramandato si presenta molto modernizzato in senso classico, sebbene comunque alcuni termini appaiano ancora in una forma piuttosto arcaica.
Dobbiamo la sua conservazione a Catone, che lo riporta in De agri cultura, 141, 3. Lo scrittore fornisce varie notizie su questa antica pratica religiosa di Roma, particolarmente legata alle origini agricole della sua società. Marte appare infatti anche qui, come nel "Carmen Arvale", invocato non come dio della guerra ma come benefica divinità dell'agricoltura.
uti sìes volens propitius

mihi domo familiaeque nostrae;

quoius rei ergo

agrum terram fundumque meum

suovitaurilia circumagi iussi:

uti tu morbos visos invisosque

viduertatem vastitudinemque,

calamitates intemperiasque

prohibessis defendas averruncesque; […]»
perché tu sia favorevole e propizio 

a me alla casa e alla nostra famiglia 

e per questa grazia

intorno al mio campo alla mia terra al 

mio fondo i suovetaurilia ho fatto condurre 

perché tu i mali visibili e invisibili

sciagura desolazione

calamità intemperie

impedisca difenda allontani […]»

## Bronzo di Lascuta
Il Bronzo di Lascuta (o Decretum Hastense) è una lastra di bronzo provvista di un anello laterale, che misura 22,4 x 14 x 0,2 cm, e contiene il riassunto di un decreto pretoriano in latino. Fu trovata nel 1866 o nel 1867 a 6 km dall'attuale città di Alcalá de los Gazules, provincia di Cadice, all'interno dell'antica Bética. La si fa datare all'anno 189 a.C., e quindi sarebbe il più antico documento latino arcaico ritrovato in Spagna.

## Carmen Priami
Il Carmen Priami è un'opera anonima di cui si conserva un unico verso saturnio, che denota una lingua arcaica. La traduzione è controversa.

## Iscrizione di Protogene
L'iscrizione di Protogene è un'epigrafe latina sicuramente in forma metrica, in cinque esametri irregolari (o, secondo Bruno Gentili, in 5 versi saturni). La datazione comunemente accettata è quella proposta da Bücheler al tempo di Ennio, o a un'epoca di poco successiva (III-II secolo a.C.) anche se, per alcuni arcaismi caratteristici, come heicei e soueis, è stata proposta da Bruno Gentili una datazione anteriore.
L'iscrizione è un epitaffio dedicato a Protogenes, un greco di condizione servile, ricordato per la sua bravura come mimo.